# 联盟TMA-21
联盟TMA-21（俄语：Союз ТМА-21）是俄罗斯联盟号宇宙飞船的第109次飞行。飞船搭载三名宇航员于2011年4月4日在拜科努尔航天发射场升空，飞赴国际空间站，9月成功返回地球。
联盟TMA-21的发射时值尤里·加加林第一次载人航天任务50周年纪念。

## 任务队员

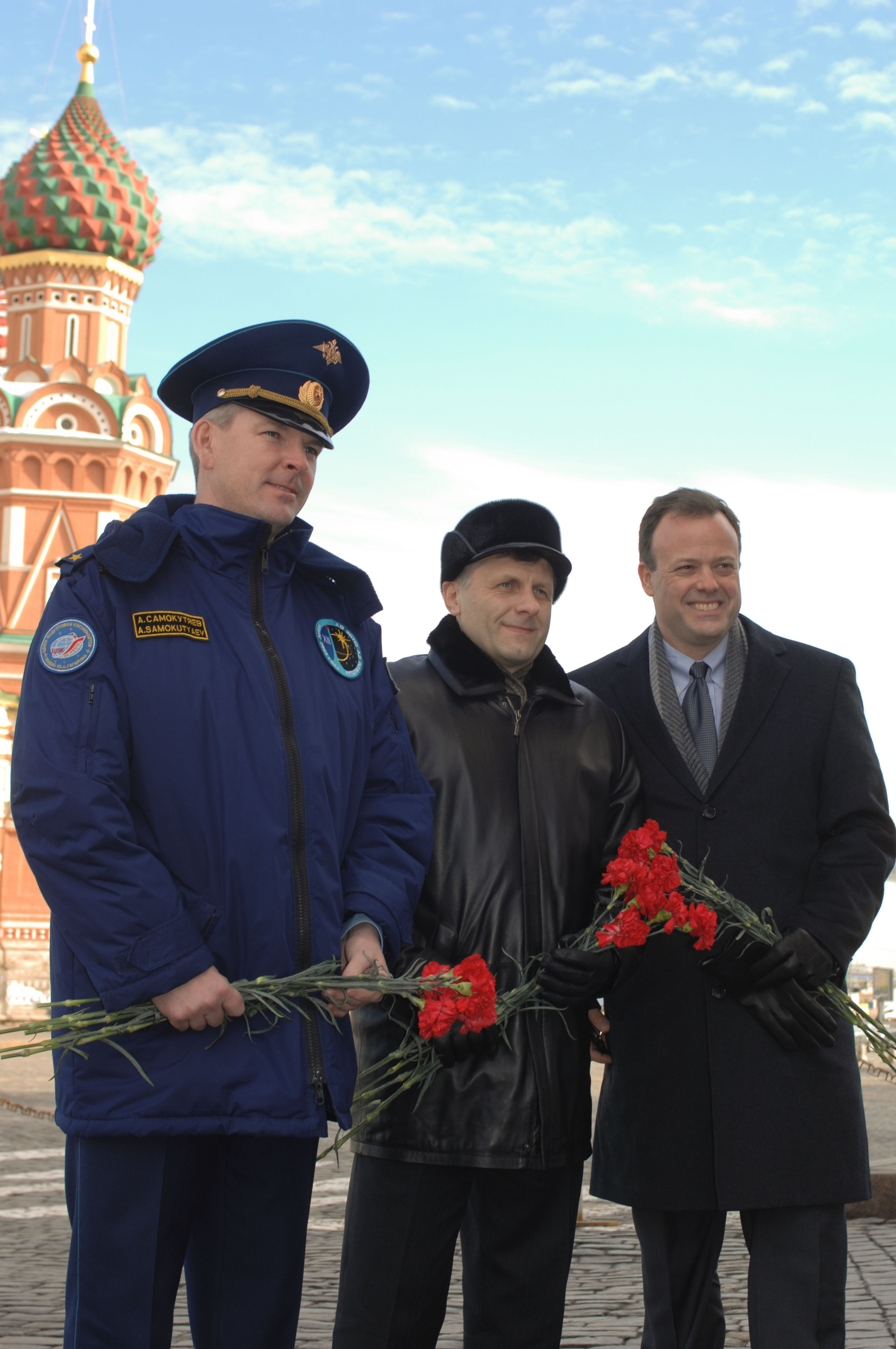
2011年3月11日紅場纪念旅行

| 岗位        | 乘组人员                                    | 乘组人员                                    |
| ----------- | ------------------------------------------- | ------------------------------------------- |
| 指令长      | 亚历山大·萨莫库佳耶夫, RSA 远征27 第1次飞行 | 亚历山大·萨莫库佳耶夫, RSA 远征27 第1次飞行 |
| 飞行工程师1 | 安德烈·鲍里先科, RSA 远征27 第1次飞行       | 安德烈·鲍里先科, RSA 远征27 第1次飞行       |
| 飞行工程师2 | 罗纳德·加兰, NASA 远征27 第2次飞行          | 罗纳德·加兰, NASA 远征27 第2次飞行          |

### 后备队员
| 岗位        | 乘组人员               | 乘组人员               |
| ----------- | ---------------------- | ---------------------- |
| 指令长      | 安东·什卡普列罗夫, RSA | 安东·什卡普列罗夫, RSA |
| 飞行工程师1 | 阿纳托利·伊万尼申, RSA | 阿纳托利·伊万尼申, RSA |
| 飞行工程师2 | 丹尼尔·伯班克, NASA    | 丹尼尔·伯班克, NASA    |

## 任务细节
联盟TMA-21飞船于2011年2月9日抵达哈萨克斯坦拜科努尔航天发射场。同一天，技术人员对对接系统进行了测试。
联盟-FG运载火箭是在协调世界时2011年4月4日22时18分20秒点火发射的。8分45秒后，飞船与主火箭分离，成功进入预定轨道。
飞船指令长萨莫库佳耶夫带有女儿送给他的玩具狗礼物。NASA的电视直播显示，随着飞船的高飞，小狗开始漂浮，表明飞船进入了失重状态。经过2天的绕地飞行后，飞船于4月6日23时9分与国际空间站对接。4月7日2时13分，舱门开启。驻守在空间站中的德米特里·孔德拉季耶夫、保罗·内斯波利和凯瑟琳·科尔曼热烈欢迎了新队员的到来。
2011年9月16日0时38分，联盟TMA-21飞船与国际空间站俄罗斯探索号实验舱脱离；16日3时59分，返回舱在哈萨克斯坦杰兹卡兹甘市东南93英里处成功降落。

## 呼号
此次任务的呼号为塔尔罕尼（羅馬化：Tarkhany），是为了纪念俄国诗人米哈伊尔·莱蒙托夫。他出生于奔萨的塔尔罕尼庄园，2011年是莱蒙托夫与马丁诺夫决斗而亡事件的170周年。

## 图集

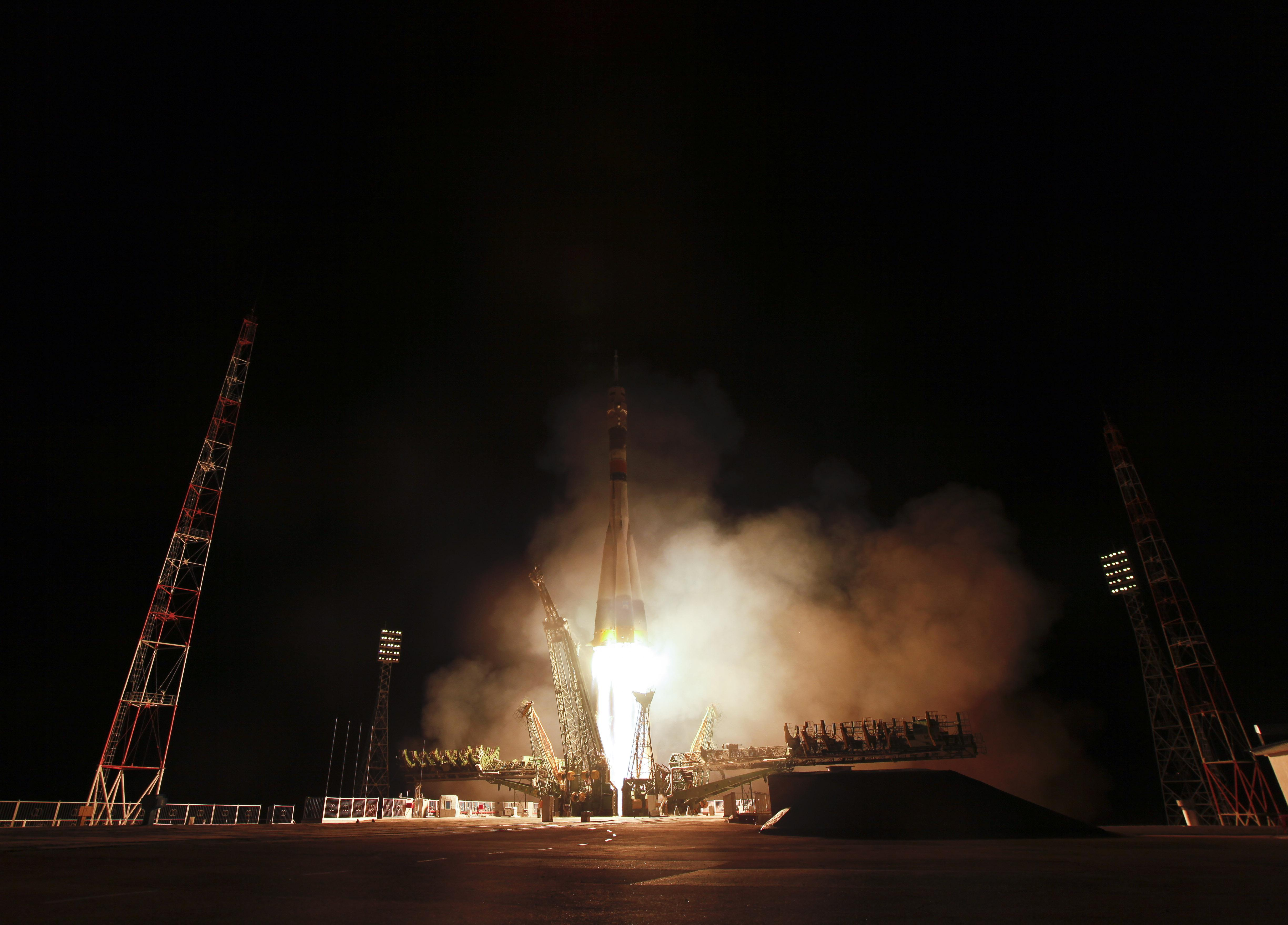
发射
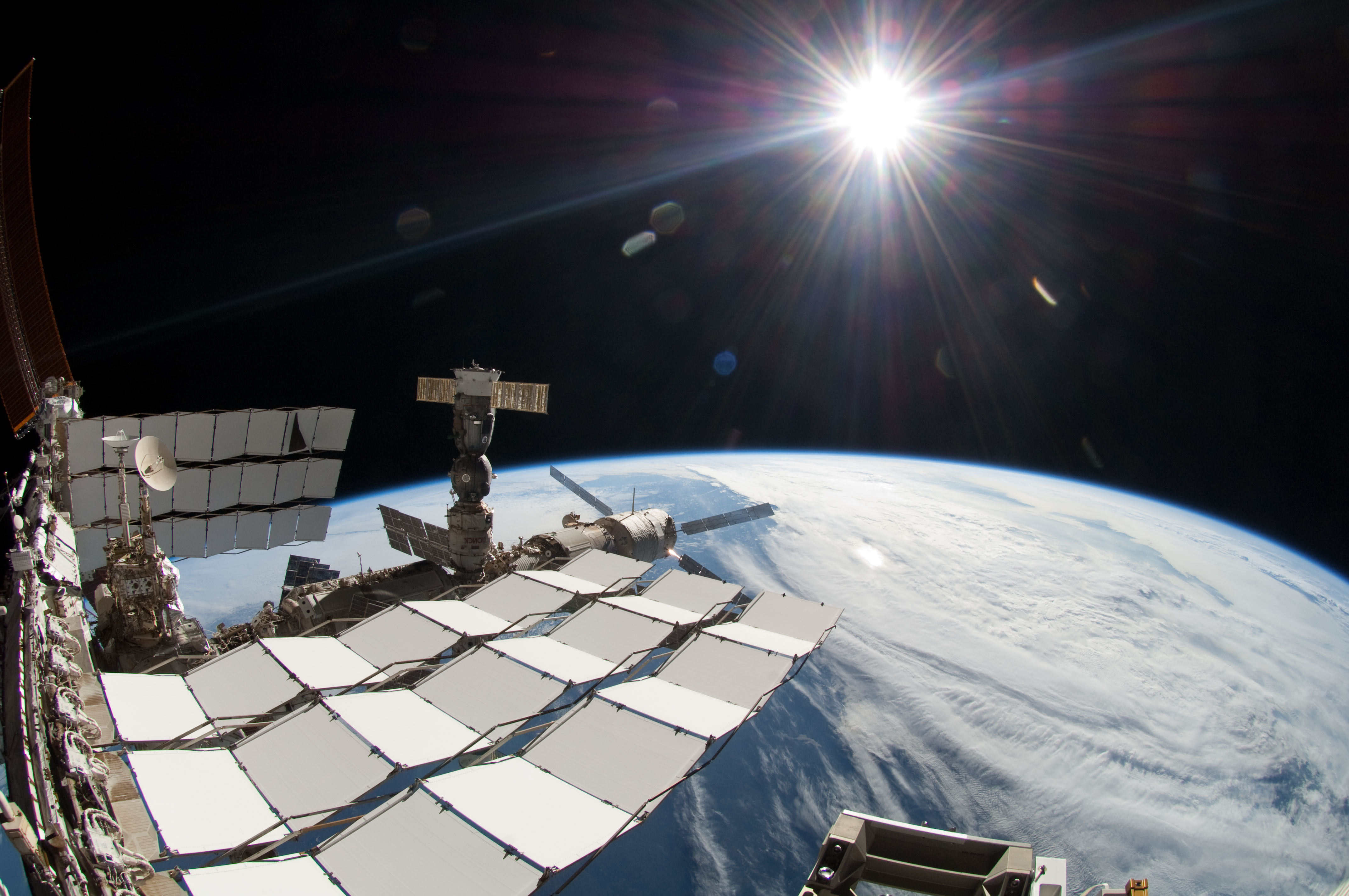
停泊在空间站的联盟号
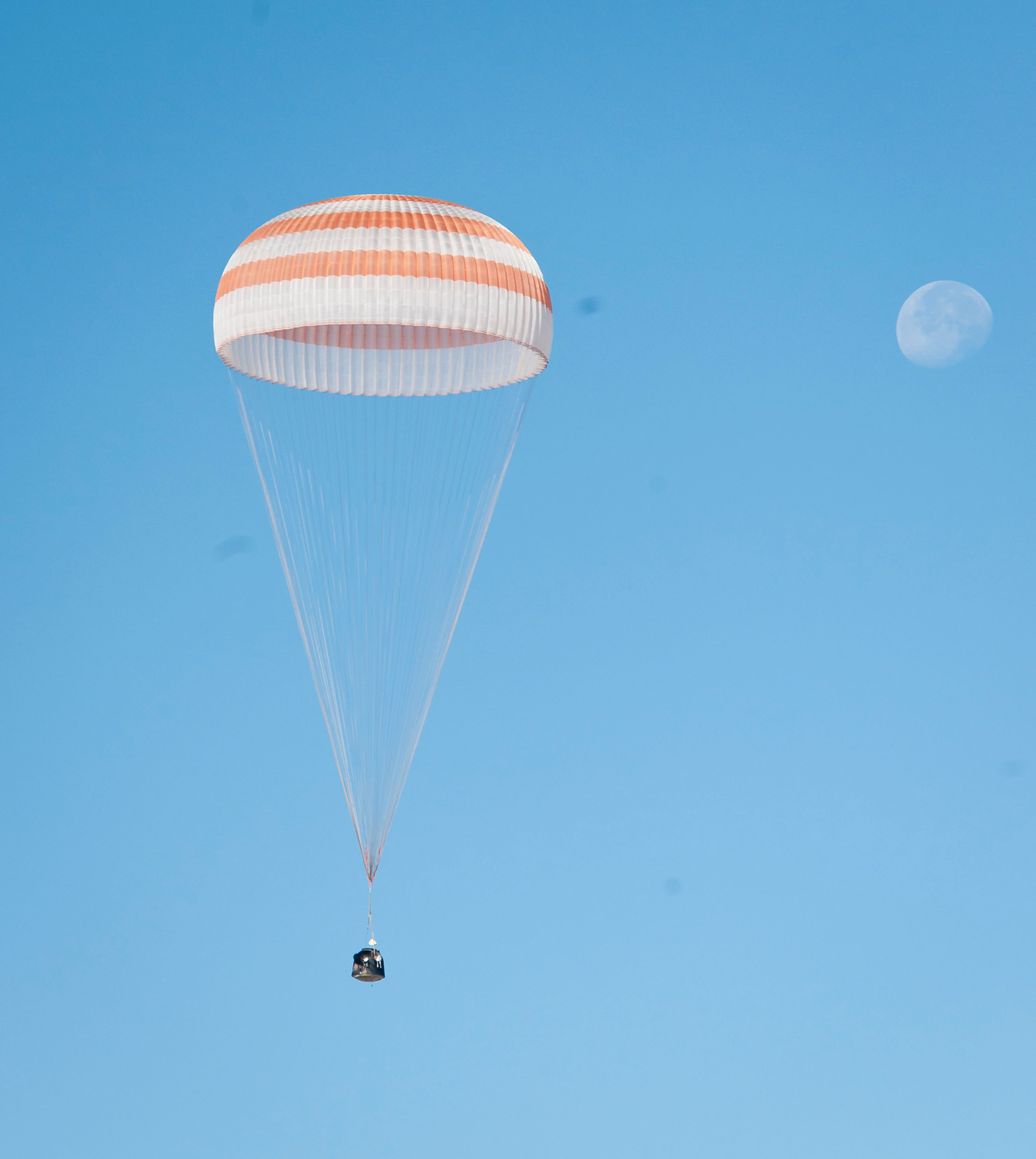
降落
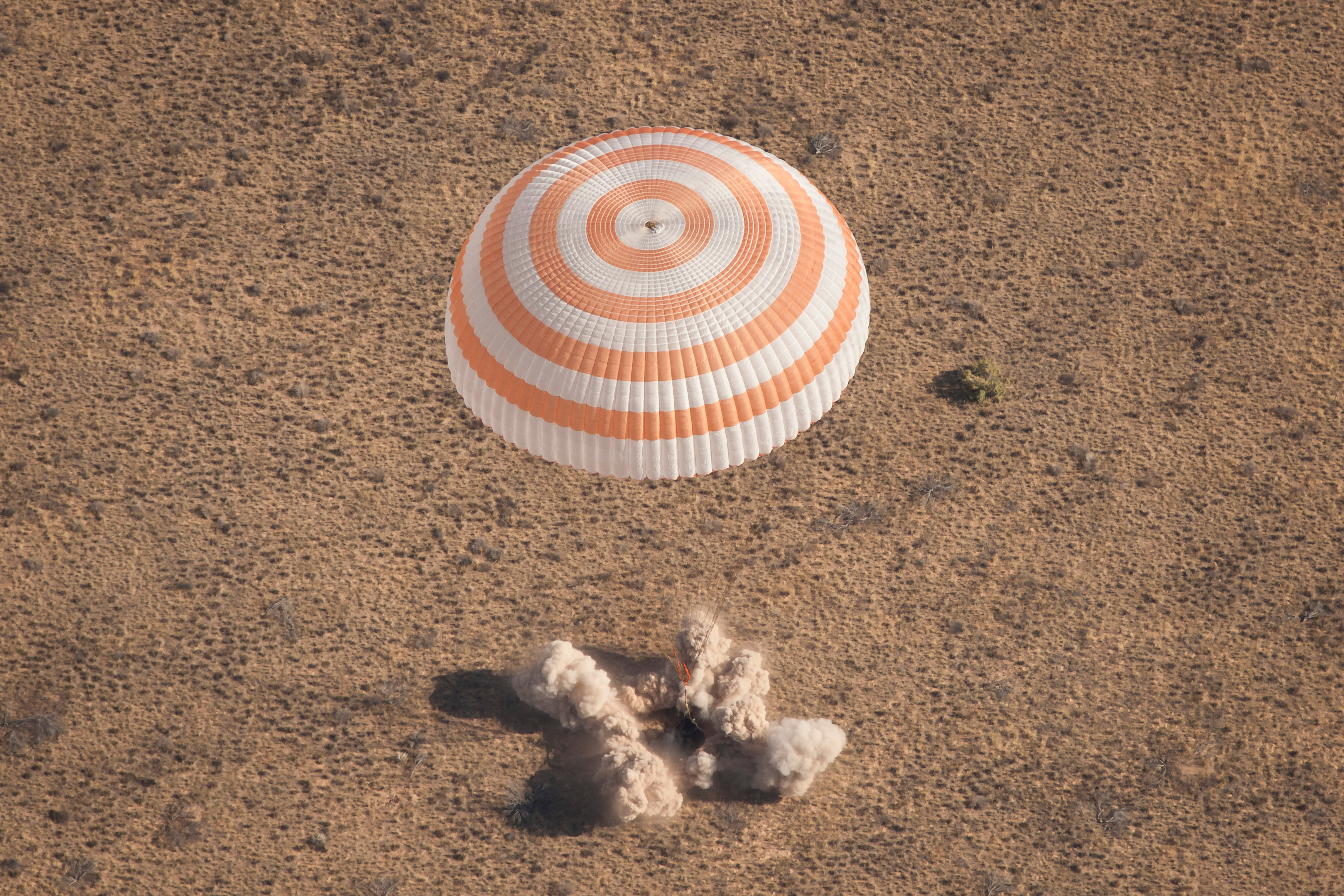
降落
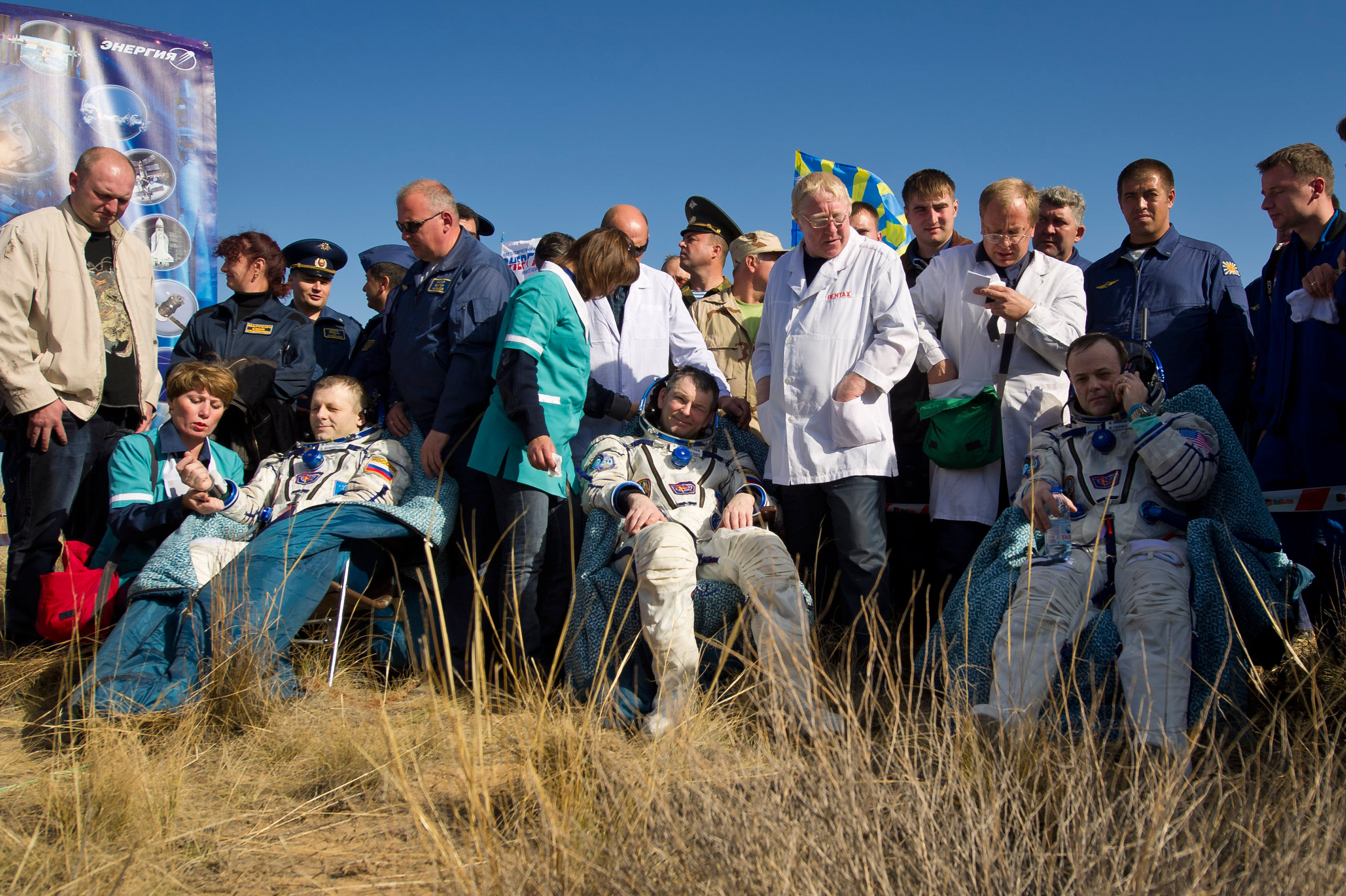
着陆